# Dekanat ostrowski
Dekanat ostrowski – jeden z dziewięciu dekanatów wchodzących w skład eparchii pskowskiej Rosyjskiego Kościoła Prawosławnego.

## Parafie w dekanacie
- Parafia Przemienienia Pańskiego w Grzywach
  - Cerkiew Przemienienia Pańskiego w Grzywach
- Parafia Opieki Matki Bożej w Jedlinach
  - Cerkiew Opieki Matki Bożej w Jedlinach
- Parafia Świętych Borysa i Gleba w Ostrowie
  - Cerkiew Świętych Borysa i Gleba w Ostrowie
- Parafia Świętych Borysa i Gleba w Ostrowie
  - Cerkiew Świętych Borysa i Gleba w Ostrowie
- Parafia św. Mikołaja Cudotwórcy w Ostrowie
  - Cerkiew św. Mikołaja Cudotwórcy w Ostrowie
- Parafia Świętych Niewiast Niosących Wonności w Ostrowie
  - Cerkiew Świętych Niewiast Niosących Wonności w Ostrowie
- Parafia Opieki Matki Bożej w Ostrowie
  - Cerkiew Opieki Matki Bożej w Ostrowie
- Parafia św. Teodora Uszakowa w Ostrowie
  - Cerkiew św. Teodora Uszakowa w Ostrowie
- Parafia Świętej Trójcy w Ostrowie
  - Sobór Świętej Trójcy w Ostrowie
- Parafia św. Proroka Eliasza w Ujściu
  - Cerkiew św. Proroka Eliasza w Ujściu
  - Cerkiew Przemienienia Pańskiego w Pogorzółce
- Parafia św. Pantelejmona we Wroncowie
  - Cerkiew św. Pantelejmona we Wroncowie

## Monastery
- Monaster Kazańskiej Ikony Matki Bożej w Ostrowie
- Monaster Wprowadzenia Najświętszej Maryi Panny do Świątyni we Włodzimierzcu

## Galeria

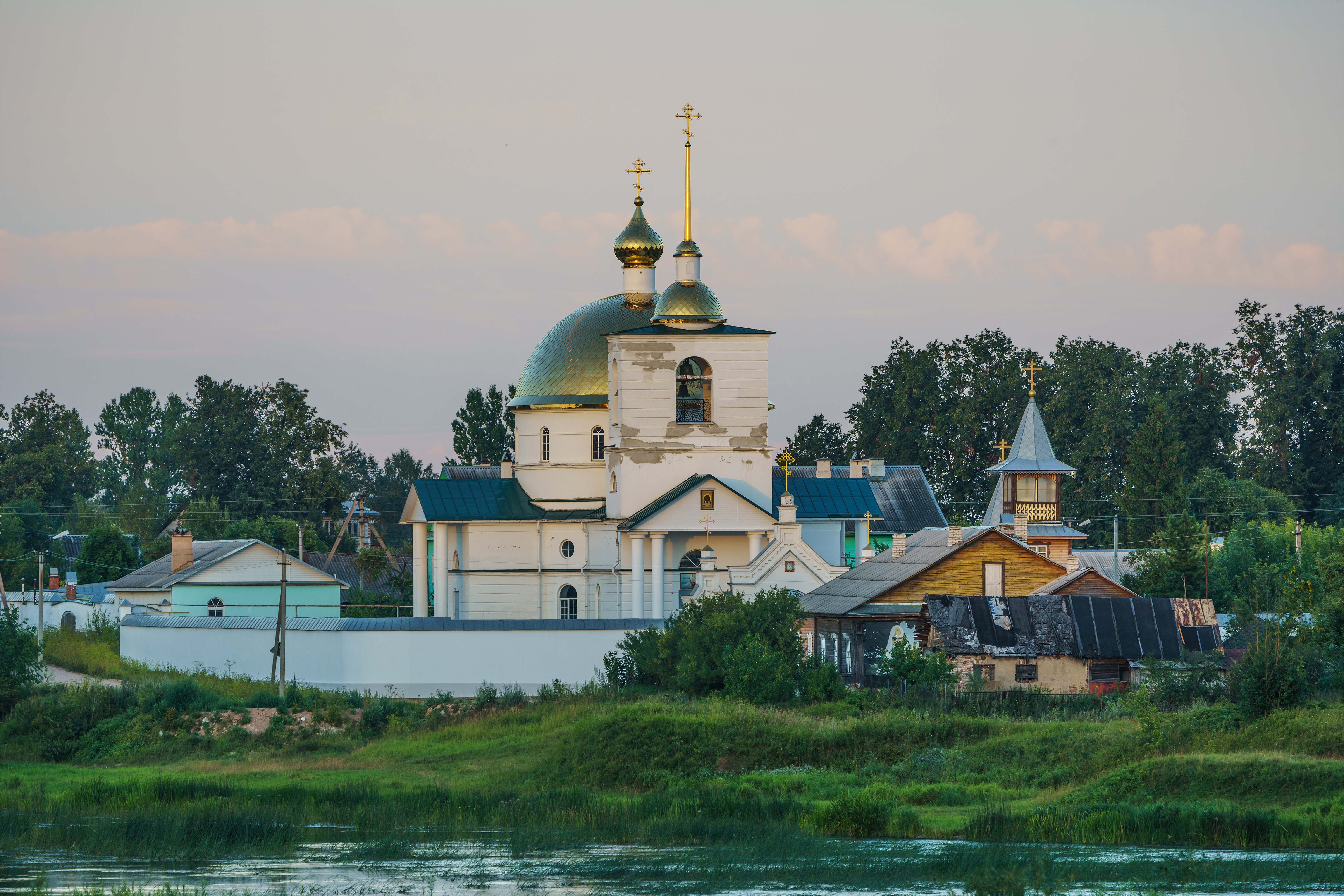
Monaster Kazańskiej Ikony Matki Bożej w Ostrowie
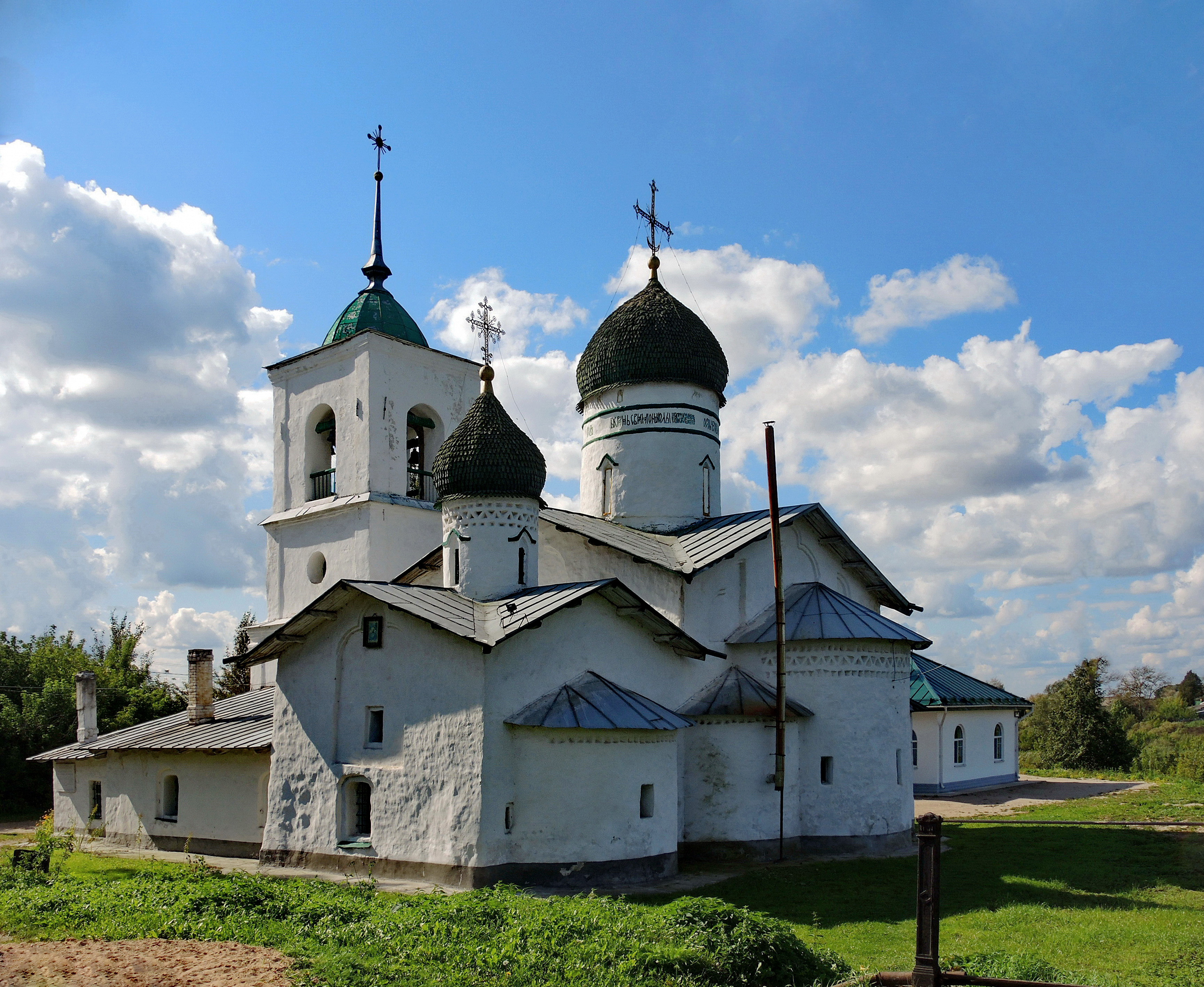
Cerkiew św. Mikołaja Cudotwórcy w Ostrowie
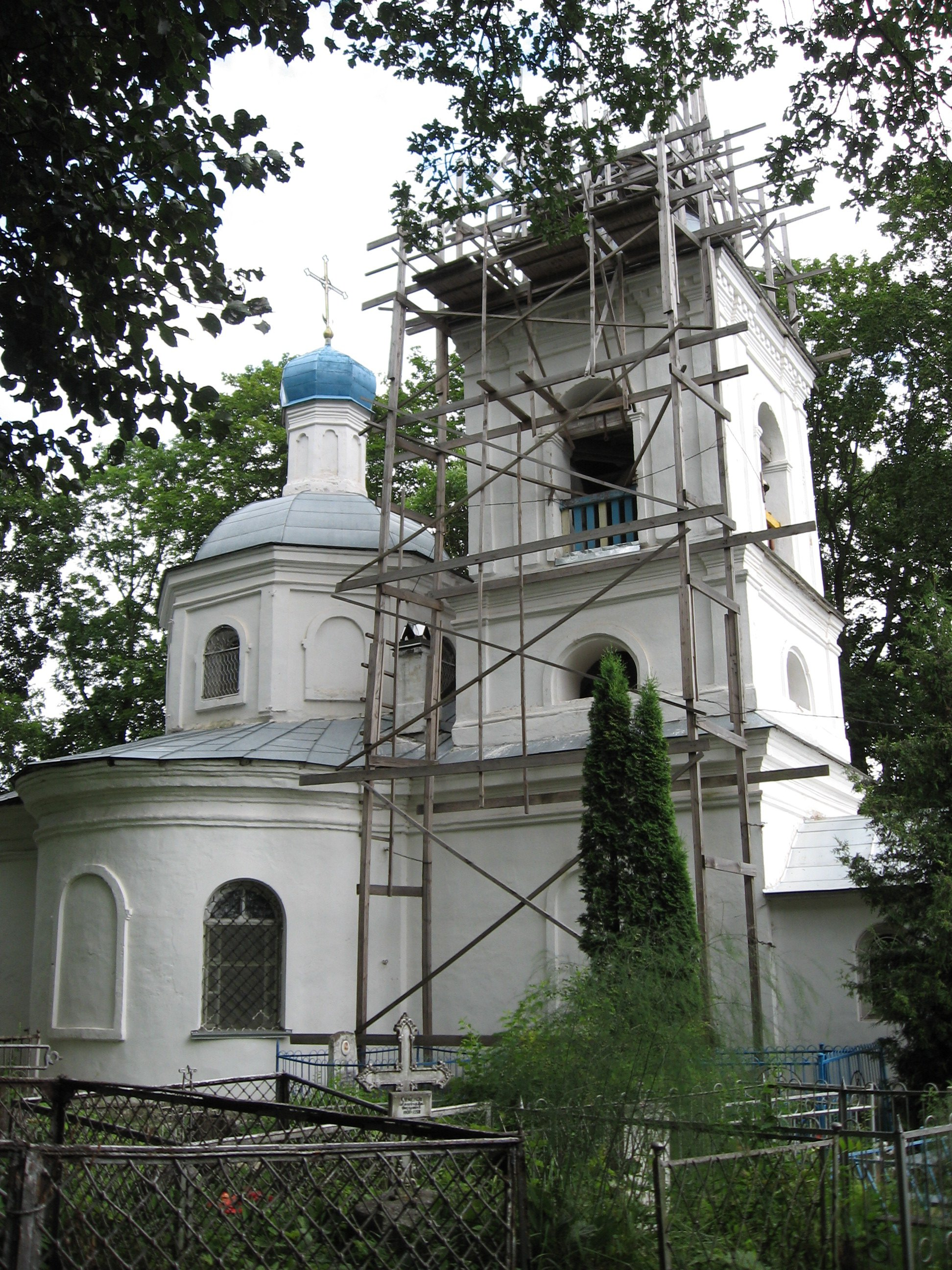
Cerkiew Świętych Niewiast Niosących Wonności w Ostrowie
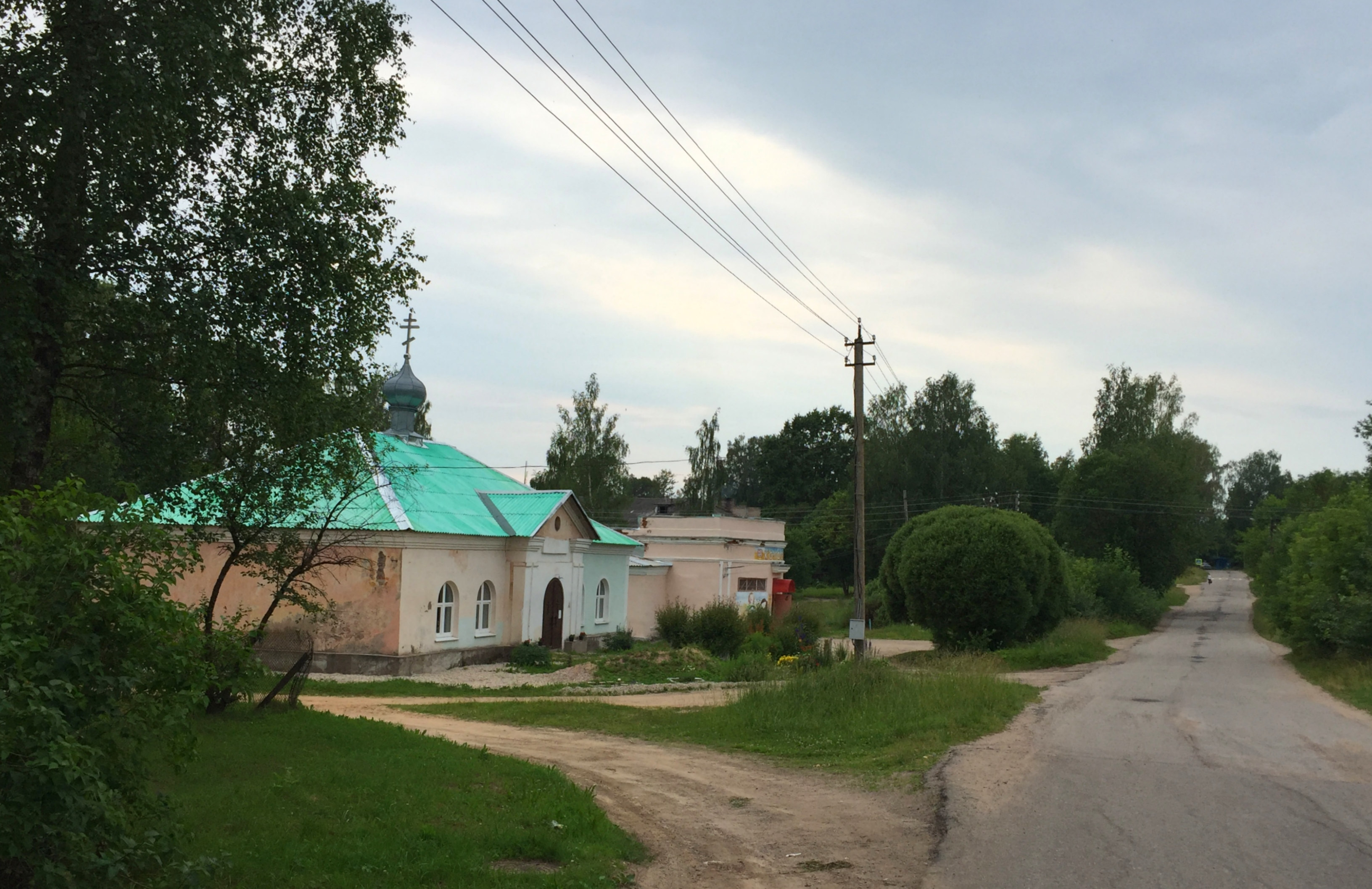
Cerkiew św. Pantelejmona we Wroncowie